# Thaumoctopus mimicus
Thaumoctopus mimicus (лат.) — вид осьминогов из семейства Octopodidae. Представители достигают 60 см в длину. Обычно окраска тела образована перемежающимися коричневыми и белыми полосами и пятнами. Известны способностью имитировать внешний вид и поведение других организмов при угрозе со стороны хищников. Thaumoctopus mimicus обитают в тропических морях Юго-Восточной Азии. Вид был открыт в 1998 году вблизи Сулавеси.

## Способность к имитации
Умение изменять цвет и текстуру кожи, позволяющее повторять внешний вид грунта или цвет воды, в той или иной степени характерно для всех осьминогов, однако способность изображать другие организмы описана лишь у этого вида. Thaumoctopus mimicus умеет имитировать внешний вид и поведение более 15 групп морских организмов: морских змей, скатов, камбал, медуз, актиний, креветок, крабов, офиур и некоторых других. Установлено, что осьминоги способны определять, какое животное необходимо изобразить, в зависимости от того, какого хищника они заметили.